# Phalangium
Genre
Synonymes
- Cerastoma C. L. Koch, 1839
- Bactrophalangium Šilhavý, 1966

Phalangium est un genre d'opilions eupnois de la famille des Phalangiidae.

## Distribution
Les espèces de ce genre se rencontrent en écozone paléarctique.

## Liste des espèces
Selon World Catalogue of Opiliones (03/05/2021) :
- Phalangium aegyptiacum Savigny, 1816
- Phalangium armatum Snegovaya, 2005
- Phalangium armenicum Chemeris, 2012
- Phalangium bakuense Snegovaya, 2006
- Phalangium bilineatum Fabricius, 1779
- Phalangium conigerum Sørensen, 1911
- Phalangium copticum Savigny, 1816
- Phalangium crassum Dufour, 1831
- Phalangium cristatum Olivier, 1791
- Phalangium ghissaricum Gritsenko, 1976
- Phalangium gorbunovi Snegovaya, 2014
- Phalangium gromovi Chemeris, 2012
- Phalangium jakesi (Šilhavý, 1966)
- Phalangium kitabense Chemeris, 2012
- Phalangium kopetdaghense Chemeris & Snegovaya, 2010
- Phalangium licenti Schenkel, 1953
- Phalangium ligusticum (Roewer, 1923)
- Phalangium lineola Dufour, 1831
- Phalangium longipes (Koch, 1871)
- Phalangium mamillatum Gervais, 1844
- Phalangium mcheidzeae Snegovaya, 2014
- Phalangium mesomelas Sørensen, 1910
- Phalangium mucronatum Fabricius, 1776
- Phalangium muscorum Latreille, 1798
- Phalangium opilio Linnaeus, 1758
- Phalangium ortoni Wood, 1869
- Phalangium punctipes (Koch, 1879)
- Phalangium riedeli Staręga, 1973
- Phalangium rubens Hermann, 1804
- Phalangium rudipalpe Gervais, 1849
- Phalangium savignyi Audouin, 1826
- Phalangium spiniferum Cantor, 1842
- Phalangium staregai Snegovaya, 2005
- Phalangium targionii (Canestrini, 1872)
- Phalangium venustum Snegovaya, 2008
- Phalangium wahrmanni Roewer, 1953

## Publication originale
- Linnaeus, 1758 : Systema naturae per regna tria naturae, secundum classes, ordines, genera, species, cum characteribus, differentiis, synonymis, locis, ed. 10 (texte intégral).